# المزاوي
قرية المزاوي هي إحدى قرى محافظة الأحساء بالمملكة العربية السعودية، تقع شرق مدينة الهفوف، والمزاوي قرية صغيرة كان اسمها سابقًا «الزاوي»، وقد كانت سابقًا أكبر مما هي عليه حاليًا حسب ما ذكره فايدال عنها في عام 1952م، وكانت موجودة منذ القرن الثالث عشر الهجري أو ما قبله.
و في إحدى التعدادات الذي حدثت بالمملكة العربية السعودية كان عدد سكان قرية المزاوي قرابة 2000 نسمة ولا يتجاوز عدد المنازل بها 150 منزل وبها ثلاثة مساجد وخمس حسينيات للرجال وثلاث حسينينات للنساء، ومن العوائل التي سكنت قرية المزاوي سابقًا عائلة آل مرابط وعيال آل نصر الله.

## الجغرافيا
تقع قرية المزاوي في الجزء الجنوبي الشرقي في الأحساء، حيث تبعد عن الهفوف ما يقرب من 16 كيلو متر، وهي مجاورة لقرية العقار شرق المنيزلة وفي الشمال الشرقي من الجفر.

### جسر تقاطع المزاوي الرميلة المركز
يُعتبر هذا الجسر ممرًا محوريًا، فهو يخدم الحركة المرورية القادمة من أربع محاور لتلتقي عند هذا الجسر، فيستطيع الأهالي التنقل من منطقة العمران وبلداتها عبر الرميلة، كما يمكنهم التنقل بين مدينة الجفر وبلداتها -ومن بينها قرية المزاوي-عبر بلدة المركز.

## الطبيعة
تعتبر قرية المزاوي قرية وفيرة بالمياه العذبة والزارعة الخلابة وتشتهر القرية بزارعة الحمضيات والأرز الحساوي وبعض أنواع التمور، وكانت القرية تنافس سعر التمور في الأسواق الحساوية، فإذا كان سعر التمر في السوق 10 ريـال فإن سعر التمر في قرية المزاوي يساوي 11 ريـال لجودته كما رُوِي في كتاب «واحة الأحساء» بعد ترجمته إلى اللغة العربية.

### الأنهار
كشف بعض الباحثين عن وجود نهر كان يشق الأحساء قديمًا وله علاقة بالعيون التي كانت ترويها، ومن أشهر الأنهار التي تشق واحة الأحساء هو نهر سليسل الذي يُغذي عدد من القرى من بينها قرية المزاوي، كما تتغذى القرية بروافد النهر الفرعية وهي: النهر الأسود ونهر الخويس ونهر كليبوه ونهر البديع،

## التقسيم الإداري
تتبع قرية المزاوي بلدية الجفر.

## التاريخ
ذكر بعض المؤرخين أن قرية المزاوي تُعتبر أقدم قرى الأحساء، لكن بعضهم نفى ذلك وأكدوا أن قرى أخرى قد تواجدت قبل قرية المزاوي ذُكِرت في الكتب التاريخية.

## التعليم
يوجد بقرية المزاوي عدد من المدارس كـ:
- مدرسة المزاوي الابتدائية (بنين)[2]
- مدرسة المزاوي المتوسطة (بنين)
- مدرسة المزاوي الثانوية (بنين) (يوجد مبنى ولكن يدرس الطلاب في مدينة الجفر بسبب قلة الطلاب)
- مدرسة المزاوي الابتدائية (بنات) ويدرسن المرحلة المتوسطة والثانوية في مدينة الجفر.

## تاريخ العمودية بقرية المزاوي
أول عمدة لقرية المزاوي هو علي الخميس فيليه محمد الناصرالعطافي وذلك إبان الحكم العثماني، وكان يلقب بمختار القرية، وهو الجد الأكبر لأبناء العطافي، وبعد وفاته انتقلت العمودية إلى شقيق زوجته الحاج حسين الفردان مؤسس قرية العقار، وهو الجد الأكبر لعائلة الفردان ، وبعد وفاة العمدة حسين الفردان أعقبه محمد النصير وهو أبو سلمان، وثم انتقلت العمودية من الأب إلى الابن سلمان النصير، ثم انتقلت إلى علي ناصر العطافي أبو عاطف حتى اليوم الأول من رجب لعام 1430هـ عندما أحيل إلى التقاعد، 

وفي يوم الاثنين الموافق 24 رجب 1434هـ عُيِّن يوسف ولد عبد الرحمن الحسن الجبيلي عمدة لقرية المزاوي.

## مقبرة المزاوي
كان للمزاوي مقبرة ولكن هجرت منذ عام 1400 هـ والآن نتبع مقبرة مدينة الجفر، وهي ملك لإحدى سيدات أهالي قرية المزاوي -من عائلة نصر الله- حيث اشترتها ووقفتها لله. كما يوجد مقبرة للأطفال على طريق مزاوي-الدالوة.

## علماء قرية المزاوي في القرن الثاني عشر
بقرية المزاوي مشايخ كثر منهم: الشيخ حجي النصير أبو صالح، والشيخ حسن الطرفي أبو يحي، والشيخ عبد الله العطافي أبو محمد.
وفيها عدد من المجالس الحسينية أمثال: حسينية الكاظمية بولاية عائلة الحسين، وحسينية الشهداء بولاية عائلة الفردان، وحسينية العباسية بولاية عائلة الجبيلي، وحسينية المنتظر بولاية عائلة العطافي، وحسينية الحجة بولاية عائلة العباد، ومجالس أخرى كثيرة تكون داخل بيوت أصحابها.
كما فيها عدد من المساجد مثل: مسجد الإمام العباس ومسجد الإمام الرضا ومسجد الإمام الصادق.